# Romnalda
Romnalda (Romnalda P.F.Stevens) – rodzaj roślin z rodziny szparagowatych. Obejmuje cztery gatunki występujące w Queensland w Australii i na Nowej Gwinei.
Nazwa naukowa jest anagramem nazwy rodzaju Lomandra, z którego został wyodrębniony.

## Morfologia
PokrójWieloletnie rośliny zielne, o wysokości do 1 metra.
PędyŁodyga krótka, prosta lub rozgałęziona, płożąca, z włóknistymi korzeniami podporowymi.
LiścieUlistnienie naprzemianległe, dwurzędowe. Blaszki liściowe równowąskie, o wymiarach od 60–120×3–5 mm (Romnalda ophiopogonoides) do 500–800×8–13 mm (R. strobilacea). U wszystkich gatunków poza R. strobilacea wierzchołek liścika jest ząbkowany.
KwiatyKwiaty obupłciowe zebrane w wiechowaty kwiatostan o wydłużonej osi, w którym rozgałęzienia zakończone są niewielkimi wierzchotkami, wspartymi kilkoma podsadkami. Głąbik o wysokości do 30 cm, jedynie u R. strobilacea 60–90 cm. Szypułki członowane. Listki okwiatu przeważnie białe, jednożyłkowe, trwałe, błoniaste, eliptyczne, eliptyczno-jajowate do odwrotnie jajowato-sercowatych, o wymiarach do 4,0–4,5×1,2–1,5 mm. Sześć pręcików o nitkach zrośniętych u nasady, równowąskich do wąsko trójkątnych. Pylniki osadzone grzbietowo, skierowane do wewnątrz, podługowate, pękające przez podłużne szczeliny. Ziarna pyłku w kszatałcie nasiona fasoli. Zalążnia jajowata, trójkomorowa z dwoma zalążkami w każdej komorze. Szyjka słupka nitkowata, ¾–3 długości zalążni, wierzchołkowo kolankowata, zakończona główkowatym znamieniem.
OwoceJajowata do kulistawej, asymetryczna, gładka, pękająca komorowo torebka, zawierająca do czterech elipsoidalnych do półkulistych nasion o cienkiej łupinie, brązowych lub żółtych.
Gatunki podobneRóżni się od lomander obupłciowymi kwiatami.

## Biologia i ekologia
GenetykaLiczba chromosomów 2n wynosi 16.
SiedliskoWszystkie gatunki Romnalda występują w niewielkich populacjach, ograniczonych do nienaruszonych subtropikalnych lub tropikalnych lasów deszczowych, głównie na terenach wyżynnych, co wskazuje, że ich rozmieszczenie może mieć charakter reliktowy. Zasiedlają gleby granitowe lub bazaltowe. Romnalda grallata występuje również w podmokłych korytach strumieni oraz wzdłuż ich brzegów, a także na pochyłych zboczach górskich.

## Systematyka
Pozycja systematycznaRodzaj z plemienia Lomandreae  podrodziny Lomandroideae w obrębie rodziny szparagowatych Asparagaceae.
Wykaz gatunków
- Romnalda grallata R.J.F.Hend.
- Romnalda ophiopogonoides Conran, P.I.Forst. & Donnon
- Romnalda papuana (Lauterb.) P.F.Stevens
- Romnalda strobilacea R.J.F.Hend. & Sharpe

## Zagrożenie i ochrona
Wszystkie gatunki są rzadkie. Romnalda strobilacea jest uznawana za gatunek narażony na wyginięcie i podlega ochronie na podstawie Environment Protection and Biodiversity Conservation Act z 1999 roku. Głównymi zidentyfikowanymi zagrożeniami dla tego gatunku są niszczenie siedlisk wynikające z rozwoju rolnictwa i wypieranie z siedlisk przez inwazyjną lantanę pospolitą. 